# جسم عظم العضد
جسم عظم العضد أو جذع عظم العضد (بالإنجليزية: Body of humerus)‏ يكون شكله اسطواني تقريبا في النصف العلوي من مداه، ثم شبه منشوري ومفلطح أدناه، و له ثلاث حواف وثلاثة أسطح، و يرتبط عليها ثلاث عضلات.

## الحواف

### الأمامي
تبدأ الحافة الأمامية لجسم عظم العضد من الجزء الأمامي من الحديبة الكبيرة للعضد أعلاه، ونزولا إلى الحفرة الإكليلانية للعضد أدناه، فاصلة بذلك السطح الأمامي الإنسي عن السطح الأمامي الوحشي.
- في الجزء العلوي من الحافة الأمامية نتؤ بارز، هو قمة حديبة العضد الكبيرة التي يرتكز فيها وتر العضلة الصدرية الكبيرة.
- في منتصف الحافة الأمامية تتشكل الحدود الأمامية المحيطة بالأحدوبة الدالية ، والتي تتصل بها العضلة المثلثة (الدالية).
- المنطقة السفلي من الحافة الأمامية ناعمة ومستديرة، و تتصل بها العضلة العضدية.

### الوحشي
تبدأ الحافة الجانبية الوحشية من الجزء الخلفي من الحديبة الكبيرة للعضد حتى لقيمة العضد الوحشية ، وتفصل بين السطح الأمامي الوحشي وبين السطح الخلفي. 
- نصفها الأعلى مستدير وغير مُميّز بشئ خاص، ويتصل عليه الجزء السفلي من ارتكاز العضلة المدورة الصغيرة، وأسفل منها مباشرة ينشأ الرأس الوحشي للعضلة ثلاثية الرؤوس العضدية.
- يمر في الوسط أخدود عريض، مائل، ضحل وليس بالعميق، ويلتف حلزونيا، اسمه ثلم العصب الكعبري (أو الثلم الحلزوني) ، حيث يمر العصب الكعبري خلال هذا الثلم.
- الجزء السفلي منها يشكّل حافة بارزة خشنة منحنية قليلا وملتوية من الخلف إلى الأمام، اسمها : الحرف الوحشي فوق اللقمة العضدية أو (العُرف الوحشي فوق اللقمة العضدية) ، والتي يُشكّل أعلاها حافة أمامية لمنشأ العضلة العضدية الكعبرية والعضلة الكعبرية الطويلة الباسطة للرسغ ، وحافة خلفية للعضلة ثلاثية الرؤوس العضدية ، وحرف متوسّط لارتكاز الحاجز الوحشي بين عضلات العضد.

### الإنسي
تمتد الحافة الإنسية من الحديبة الصغيرة للعضد إلى لقيمة العضد الانسية. 
- يتكون الثلث الأعلى من نتؤ بارز هو عرف الأحدوبة الصغيرة الذي يرتكز فيه وتر العضلة المدورة الكبيرة.
- في منتصفها انطباع بسيط ترتكز فيه العضلة الغرابية العضدية ، ويقع تحتها مباشرة مدخل قناة التغذية المتوجه لأسفل. يكون هناك في بعض الأحيان قناة تغذية ثانية عند بداية ثلم العصب الكعبري.
- الثلث السفلي من الحافة الإنسية يرتفع إلى حرف طفيف، هو الحرف الإنسي فوق اللقمة العضدية، الذي يشتد بروزه في الأسفل ليشكل حرف أمامي يرتكز فيه العضلة العضدية و العضلة الكابة المدورة ، وحرف خلفي للرأس الإنسي للعضلة الثلاثية الرؤوس العضدية ، وحرف متوسّط لارتكاز الحاجز الإنسي بين عضلات العضد.

## الأسطح

### السطح الأمامي الوحشي
الجزء العلوى من السطح الأمامي الوحشي يتجه للخارج الوحشى، وهو سطح ناعم و مستدير وتغطيه العضلة المثلثة (الدالية).
الجزء السفلي من السطح الأمامي الوحشي يتجه للإمام و إلى الخارج الوحشي، والسطح طفيف التقعر ويرتكز فيه جزء من العضلة العضدية.
منتصف السطح الأمامي الوحشي خشن، وفيه جزء مرتفع شبه مستطيل اسمه الأحدوبة الدالية ترتكز فيه العضلة المثلثة (الدالية) ، وتحته ثلم العصب الكعبري الذي يتوجه بشكل مائل هابطا، من الوراء إلى الأمام، و يمر فيه العصب الكعبري و الشريان العضدي العميق.

### السطح الأمامي الإنسي
السطح الأمامي الإنسي أقل اتساعا من السطح الأمامي الوحشي، و هو يتوجه إلى الاتجاه الإنسي في الجزء العلوي، و إلى الأمام في الاتجاه الإنسي في الجزء السفلي. الجزء العلوي منه ضيق، ويتشكل فيه الثلم بين حديبتي العضدي الذي يرتكز فيه وتر العضلة الظهرية العريضة. الجزء الأوسط خشن قليلا ليتصل عليه بعض ألياف وتر ارتكاز العضلة الغرابية العضدية. الجزء السفلي منه ناعم، و مقعر من فوق إلى أسفل، وينشأ منه العضلة العضدية.

### السطح الخلفي
يظهر السطح الخلفي ملتوياً نوعا ما، بحيث يتوجه الجزء العلوي منه إلى الجهة الإنسية قليلاً، ويدور جانبها السفلي إلى الوراء وإلى الجهة الوحشية قليلاً. يتغطي كامل هذا السطح تقريبا بالرأسين الإنسي والوحشي للعضلة ثلاثية الرؤوس العضدية.

## صور اضافية

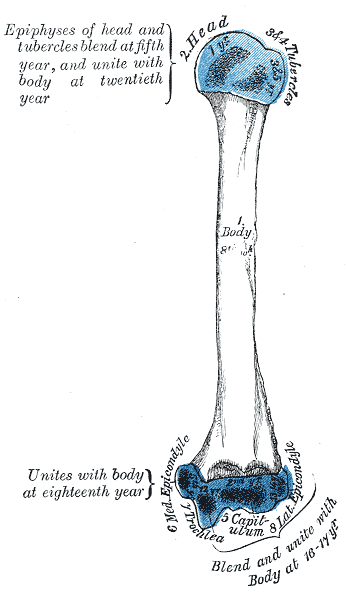
أجزاء عظم العضد.
رقم 1 في الصورة هو جسم عظم العضد